# Toyah Willcox

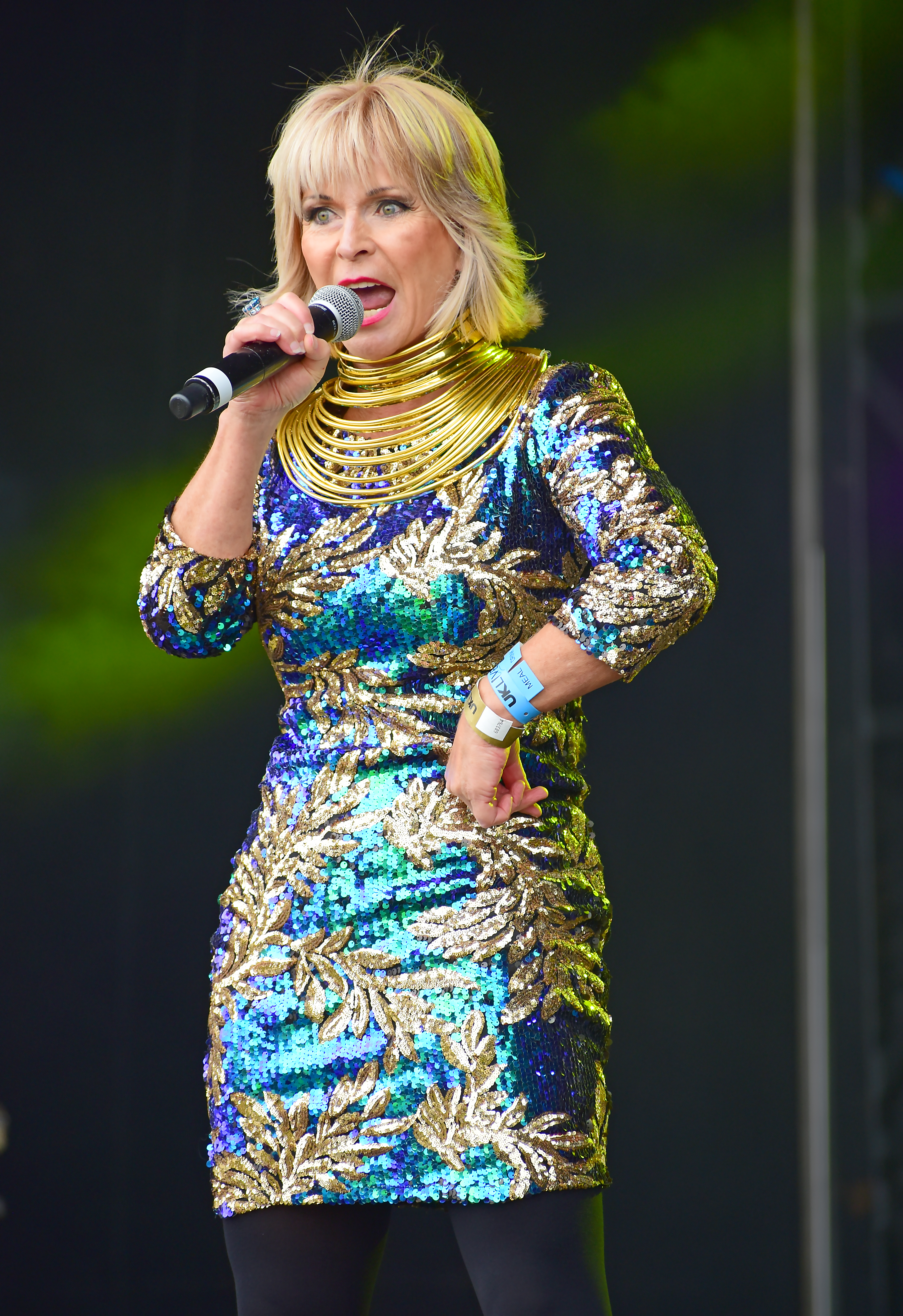
Toyah Willcox (2021)

Toyah Ann Willcox (* 18. Mai 1958 in Kings Heath, Birmingham), bekannt unter ihrem Künstlernamen Toyah, ist eine britische Sängerin und Schauspielerin.

## Biografie

### Gesang

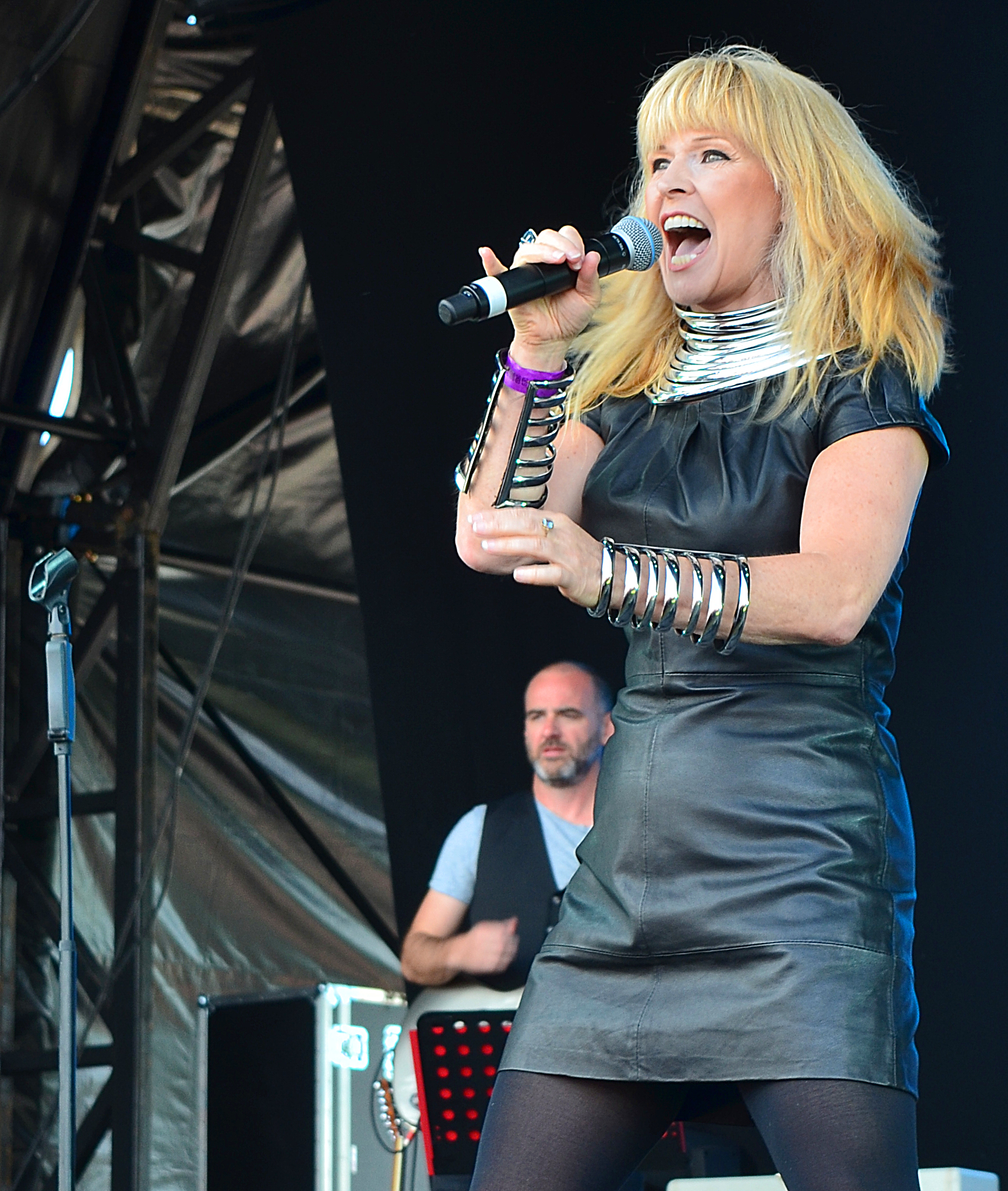
Toyah Willcox (2014)

Die Gesangskarriere der Toyah Willcox lief nur unter ihrem Vornamen Toyah. Sie begann Ende der 1970er Jahre, nachdem sie 1977 neben Adam Ant in dem Punkfilm Jubilee gespielt hatte. Mit ihrer außergewöhnlichen Stimme war sie in der Punk-Rock-Szene sehr populär und 1982 wurde sie bei den „British Rock and Pop Awards“ zur besten Sängerin gewählt. Toyah brachte zwölf Titel in die britischen Charts. Das Album Anthem stieg auf Platz 2 der britischen Albumcharts. Ihr in Deutschland bekanntestes Lied, I Want to Be Free, stieg im Juni 1981 bis auf Rang 8 der britischen Charts.
1984 trennte sich Toyah von ihrem langjährigen Gitarristen Joel Bogen und der Plattenfirma Safari, um solo weiterzumachen. Es folgten diverse Alben, u. a. auch mit ihrem Ehemann Robert Fripp (von der Gruppe King Crimson), mit dem sie seit 1986 verheiratet ist.
Mitte September 2008 erschien In the Court of the Crimson Queen, ihr erstes Studioalbum seit langem. Die zehn Lieder entstanden gemeinsam mit dem damaligen Bandmitglied Simon Darlow (Ex-Mitglied bei The Buggles und Autor von Grace Jones’ Slave to the Rhythm). Ein weiteres aktuelles Projekt war damals die Band The Humans, zusammen mit Bill Rieflin von R.E.M. und Chris Wong. Ihren Stil beschreibt die Gruppe als „European experimental meets West Coast American grunge“.

### Film, Fernsehen, Bühne
Schon vor ihrer Gesangskarriere war Toyah Willcox als Schauspielerin bekannt. Einige ihrer ersten Rollen waren neben Katharine Hepburn im George-Cukor-Film Das Korn ist grün und neben Sting in der Verfilmung des Musicals Quadrophenia von The Who. 1979 spielte sie die Miranda in Derek Jarmans Fassung von Shakespeares Der Sturm sowie die Sal in der Fernsehserie Quatermass von Nigel Kneale. Weitere Rollen waren neben David Hemmings in einer Neuverfilmung von Dr. Jekyll und Mr. Hyde und neben Laurence Olivier in Ebony Tower. In den 1990er und frühen 2000er Jahren war sie Synchronstimme eines der Teletubbies in der britischen Originalversion der gleichnamigen Fernsehserie für Vorschulkinder und sie wirkte bei der zweiten Staffel der britischen Version von Ich bin ein Star – Holt mich hier raus! mit. Im Londoner West End stand sie 1987 in Cabaret auf der Bühne.

## Diskografie

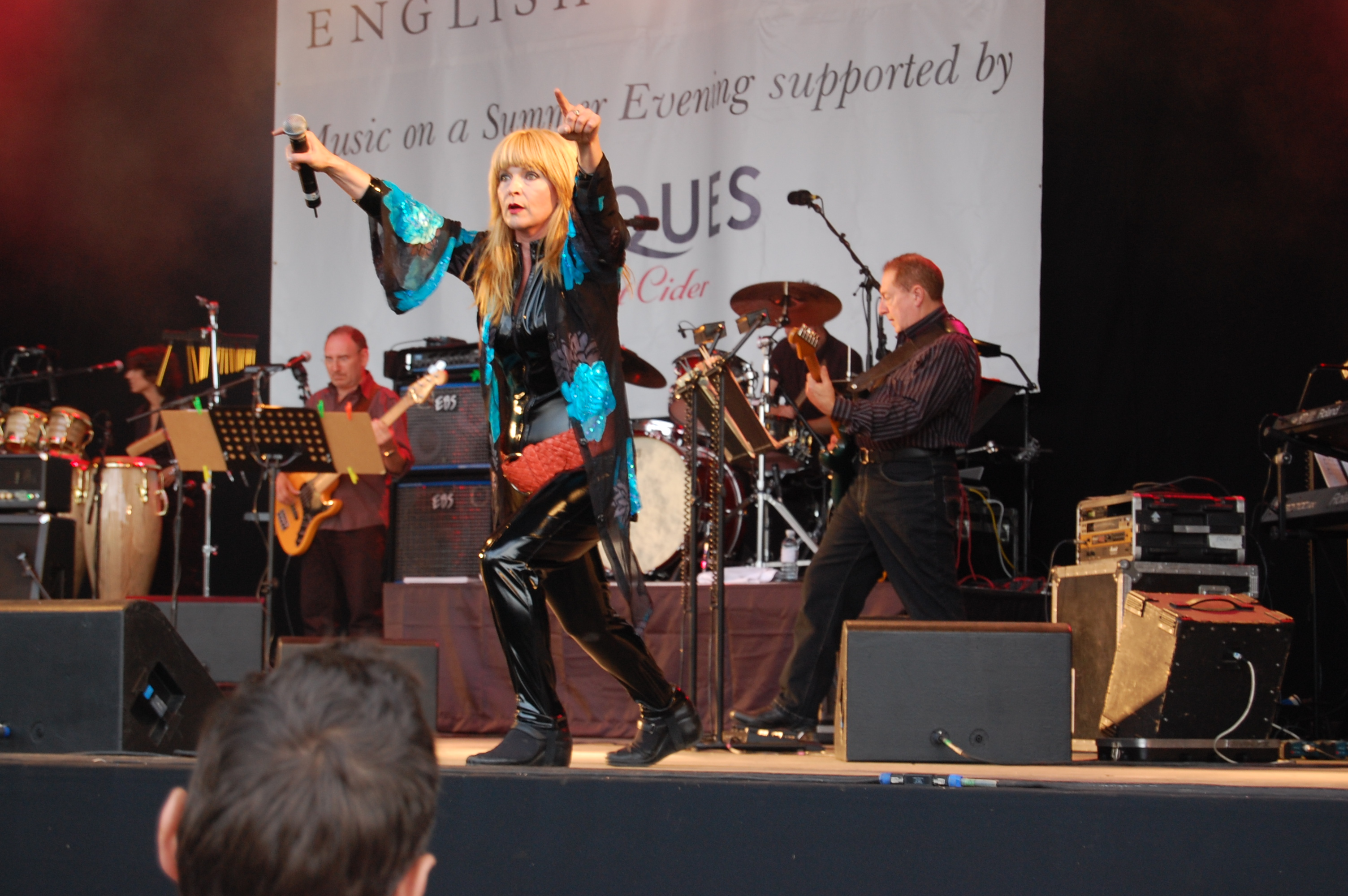
Toyah Willcox (2006)

### Alben
| Jahr | Titel                             | Höchstplatzierung, Gesamtwochen, AuszeichnungChartsChartplatzierungen (Jahr, Titel, Platzierungen, Wochen, Auszeichnungen, Anmerkungen) | Anmerkungen                                       |
| Jahr | Titel                             | UK | Anmerkungen                                       |
| ---- | --------------------------------- | --- | ------------------------------------------------- |
| 1980 | The Blue Meaning                  | UK40 (5 Wo.)UK | Chartrückkehr 2021 für 1 Woche (Platz 59)         |
| 1981 | Toyah! Toyah! Toyah!              | UK22 Silber · (18 Wo.)UK |                                                   |
| 1981 | Anthem                            | UK2 Gold · (47 Wo.)UK | Chartrückkehr 2022 für 1 Woche (Platz 33)         |
| 1982 | The Changeling                    | UK6 Silber · (12 Wo.)UK |                                                   |
| 1982 | Warrior Rock – Toyah on Tour      | UK20 (6 Wo.)UK | Livealbum                                         |
| 1983 | Love Is the Law                   | UK28 (7 Wo.)UK |                                                   |
| 1985 | Minx                              | UK24 (4 Wo.)UK |                                                   |
| 2019 | In the Court of the Crimson Queen | UK74 (4 Wo.)UK |                                                   |
| 2020 | Sheep Farming in Barnet           | UK99 (1 Wo.)UK | Erweiterte Ausgabe der Debüt-EP aus dem Jahr 1979 |
| 2021 | Posh Pop                          | UK22 (1 Wo.)UK |                                                   |
| 2022 | Live at the Rainbow               | UK100 (1 Wo.)UK |                                                   |

Weitere Alben
- 1979: Sheep Farming in Barnet EP
- 1985: Mayhem
- 1986: The Lady or the Tiger? (mit Fripp feat. The League of Crafty Guitarists)
- 1987: Desire
- 1988: Prostitute
- 1991: Ophelia’s Shadow
- 1991: Kneeling at the Shrine (mit Sunday All Over the World)
- 1993: Kiss of Reality (Kiss of Reality & Special Guest Toyah)
- 1994: Dreamchild
- 1995: Looking Back
- 2003: Velvet Lined Shell
- 2006: Take the Leap
- 2008: In the Court of the Crimson Queen
- 2010: This Fragile Moment
- 2015: The Acoustic Album

### Kompilationen
- 1982: Toyah! Toyah! Toyah!
- 1994: Best of Toyah
- 1997: The Very Best of Toyah
- 1998: Live & More – Live Favourites & Rarities
- 1998: The Best of Toyah – Proud, Loud & Heard
- 2005: The Safari Records Singles Collection Part 1: 1979–1981
- 2005: The Safari Records Singles Collection Part 2: 1981–1983
- 2008: Good Morning Universe – The Very Best of Toyah (2 CDs mit Material von 1979–2003)

### Singles und EPs
| Jahr | Titel Album                                                    | Höchstplatzierung, Gesamtwochen, AuszeichnungChartplatzierungen (Jahr, Titel, Album, Platzierungen, Wochen, Auszeichnungen, Anmerkungen) | Höchstplatzierung, Gesamtwochen, AuszeichnungChartplatzierungen (Jahr, Titel, Album, Platzierungen, Wochen, Auszeichnungen, Anmerkungen) | Anmerkungen             |
| Jahr | Titel Album                                                    | DE | UK | Anmerkungen             |
| ---- | -------------------------------------------------------------- | --- | --- | ----------------------- |
| 1981 | Four from Toyah (EP)                                           | — | UK4 Silber · (14 Wo.)UK |                         |
| 1981 | I Want to Be Free Anthem                                       | DE61 (5 Wo.)DE | UK8 Silber · (11 Wo.)UK |                         |
| 1981 | Thunder in the Mountains Warrior Rock                          | — | UK4 Silber · (9 Wo.)UK |                         |
| 1981 | Four More from Toyah (EP)                                      | — | UK14 (9 Wo.)UK |                         |
| 1982 | Brave New World The Changeling                                 | — | UK21 (8 Wo.)UK |                         |
| 1982 | Ieya The Blue Meaning                                          | — | UK48 (5 Wo.)UK | bereits 1980 erschienen |
| 1982 | Be Loud Be Proud (Be Heard) Toyah! Toyah! Toyah! (Kompilation) | — | UK30 (7 Wo.)UK |                         |
| 1983 | Rebel Run Love Is the Law                                      | — | UK24 (5 Wo.)UK |                         |
| 1983 | The Vow Love Is the Law                                        | — | UK50 (7 Wo.)UK |                         |
| 1985 | Don’t Fall in Love (I Said) Minx                               | — | UK22 (6 Wo.)UK |                         |
| 1985 | Soul Passing Through Soul Minx                                 | — | UK57 (3 Wo.)UK |                         |
| 1985 | World in Action Minx                                           | — | UK93 (1 Wo.)UK |                         |
| 1987 | Echo Beach Desire                                              | — | UK54 (6 Wo.)UK |                         |

Weitere Singles
- 1979: Victims of the Riddle
- 1979: Sheep Farming in Barnet (AP = Alternative Play, six track single incl. Neon Womb)
- 1980: Bird in Flight / Tribal Look
- 1980: Danced (Live)
- 1980: Computer
- 1981: It’s a Mystery
- 1981: Stand Proud (Flexidisc)
- 1981: Sphinx / For You (Flexidisc)
- 1981: Good Morning Universe / In the Fairground (Promo)
- 1982: Nine to Five (mit Maneaters und Adam Ant, aus dem Film Jubilee)
- 1985: World in Action
- 1987: Moonlight Dancing
- 1993: Out of the Blue
- 1994: Now & Then
- 2002: Little Tears of Love EP
- 2007: Latex Messiah (Viva la Rebel in You)